# Sanne: et portræt af hele Danmarks rock-mama
|  | Denne artikel er oprettet af botten PalnaBot ud fra en ekstern database. Den kan derfor have sproglige fejl eller mangler. Denne skabelon kan fjernes efter kontrol af indholdet. |

Sanne: et portræt af hele Danmarks rock-mama er en film instrueret af Ulrik Wivel.

## Handling
En portrætfilm om sangerinden Sanne Salomonsen. Der indgår koncertoptagelser fra Vega, København 2003.